# Florian de Gelmini
Florian de Gelmini (* 21. Januar 1976 in Berlin) ist ein deutsch-italienischer Pianist und Filmkomponist.

## Leben
Florian de Gelmini gehört der Südtiroler Adelsfamilie Gelmini von Kreutzhof an. Er studierte Musik bei dem 2010 verstorbenen Pianisten Wolfgang Saschowa und belegte diverse Meisterkurse. Er war Stipendiat der Pradé-Stiftung für musikalisch Begabte in Berlin sowie mehrfacher Preisträger von Jugend musiziert und des Steinway Klavierspielwettbewerbes.
Nach seiner musikalischen Ausbildung komponierte er dann hauptsächlich Auftragsmusik für Serien, Filme, Werbung und Wissenschaftsjournalismus.
2003 gründete er mit Schlagzeuger Normen Bolling, mit dem er seit den frühen 1990er-Jahren Musik produziert, die Berliner Band Funkatized, mit der er sechs Alben veröffentlichte, sowie eine EP.
Sein erster internationaler Erfolg als Filmkomponist gelang ihm 2010 mit der Musik für den vom amerikanischen National Geographic Channel produzierten Dokumentarfilm The Girl In The Glass Casket über Rosalia Lombardo.
Von 2011 bis 2016 realisierte Gelmini gemeinsam mit der Berliner Produktionsfirma „Autoren(werk)“ und dem Regisseur Oliver Päßler die Filme für die jährliche Preisverleihung der Alexander von Humboldt-Stiftung.
2013 schrieb er die Filmmusik für die UFA-Produktion Nacht über Berlin, die zum 80. Jahrestag des Reichstagsbrands in der ARD ausgestrahlt wurde. Der Rücktritt unter der Regie von Thomas Schadt über die letzten 68 Amtstage des ehemaligen Bundespräsidenten Christian Wulff wurde 2014 auf SAT.1 ausgestrahlt, hier schrieb Florian de Gelmini ebenfalls die Filmmusik. Seit 2015 schreibt Gelmini die Filmmusik für die Webserie Die Prenzlschwäbin. 2016 Komponierte er die symphonische Filmmusik zur inzwischen eingestellten RTL-Serie Nicht tot zu kriegen. 2017 komponierte er die Filmmusik zur RTL-Comedyserie Beste Schwestern.
Seit 2020 betreut er musikalisch das Projekt „Biopioniere“.
Seit Anbeginn der Corona-Pandemie veröffentlichte er eine Reihe von improvisierten Solo Jazzalben.
Das erste dieser Reihe erschien im Januar 2021: Modalis. Das Folgealbum Three Days – The Modalis January Sessions,
bestehend aus unveröffentlichten Aufnahmen der „Modalis“-Sessions wurde im März 2021 veröffentlicht.
Am 1. Oktober 2021 folgte ein drittes Solo-Album, Privat Concerts, bestehend aus Aufnahmen von fünf Privatkonzerten.
Im April 2022 wurde die Reihe um ein viertes Album ergänzt, „Urban Ostinatos“, in dem 10 Ort musikalisch Erwähnung finden, unter anderem der Ort Salurn, der als der Geburtsort der Südtiroler Adelsfamilie Gelmini von Kreutzhof zählt.

## Diskographie
- Funkatized, 2008 (i2i Music)
- Illegal Copy, 2010 (i2i Music)
- Electric Chicken Club, 2012 (i2i Music)
- You Are Magic – EP, 2013 (i2i Music)
- Nacht über Berlin – Original Motion Picture Soundtrack, 2013 (Colosseum Records)
- Der Rücktritt – Original Motion Picture Soundtrack, 2014 (Colosseum Records)
- Die Prenzlschwäbin – „Food Porn“, 2015 (Funkatized Records)
- Shades, 2015 (i2i Music)
- Nicht tot zu Kriegen, 2017 (i2i Music)
- Stereo, 2017 (i2i Music)
- Beste Schwestern, 2019 (i2i Music)
- Modalis, 2021 (i2i Music)
- Three Days - The Modalis January Sessions, 2021 (i2i Music)
- Private Concerts, 2021 (i2i Music)
- Urban Ostinatos, 2022 (i2i Music)

## Filmografie (Auswahl)
- 2011: The Girl In The Glass Casket
- 2013: Nacht über Berlin
- 2013: Rattenjagd im Südpolarmeer (Arte)
- 2014: Unter Haien: Riffpatrouille in der Sulusee (Arte)
- 2014: Der Rücktritt
- 2015: Bird Island: Allein unter Pinguinen (Arte)
- 2015: Die Prenzlschwäbin verschiedene Episoden
- 2015: Bird Island: Allein unter Albatrossen (Bayerischer Rundfunk)
- 2015: Die Story im Ersten: Todkrank durch die Pille? (ARD/WDR)
- 2017: Nicht tot zu kriegen (Serie/8 Folgen) (RTL)
- 2018–2019: Beste Schwestern (Serie/16 Folgen) (RTL)